# Ako Adjei
Ako Adjei est né le 17 juin 1916 et mort le 14 janvier 2002  , était un homme d'État, homme politique, avocat et journaliste ghanéen. Il était membre de la Convention de la Gold Coast unie (en) et l'un des six dirigeants détenus pendant la lutte du Ghana pour l'indépendance politique de la Grande-Bretagne, un groupe connu sous le nom de: « Les six grands (Ghana) (en) » ,. Adjei devint député en 1954 comme candidat du Convention People's Party et occupa des fonctions ministérielles jusqu'en 1962, date à laquelle, alors ministre des Affaires étrangères, il fut injustement détenu pour l'attentat de Kulungugu .
Né à Adjeikrom, un petit village de la région d'Akyem Abuakwa, Ako Adjei a fait ses études supérieures aux États-Unis et au Royaume-Uni. Après ses études à l'étranger, il est rentré au pays pour rejoindre le mouvement de lutte pour l'indépendance politique de la Gold Coast en adhérant à la Convention de la Gold Coast unie (en) (UGCC) comme membre fondateur. Ako Adjei a joué un rôle déterminant dans l'introduction de Kwame Nkrumah sur la scène politique ghanéenne en le recommandant pour le poste à temps plein de secrétaire à l'organisation de l'UGCC .
Après l'indépendance du Ghana, Ako Adjei a occupé divers portefeuilles politiques, notamment celui de premier ministre de l'Intérieur et de la Justice du Ghana, nouvellement créé. Il est également devenu le premier Ministre des affaires étrangères (Ghana) (en) du Ghana lorsque son portefeuille a été transféré de ministre des Affaires extérieures à ministre des Affaires étrangères en mai 1961. La carrière politique d'Ako Adjei a cependant été interrompue après son arrestation pour avoir prétendument comploté pour assassiner le président de l'époque, Kwame Nkrumah, lors de l'attentat à la bombe de Kulungugu en 1962.
Après sa libération en 1966, Ako Adjei passa le reste de sa vie dans une relative obscurité. Il resta invisible et inaudible dans le discours national et politique ghanéen. Il décida de se concentrer sur sa famille et sa carrière d'avocat. En 1992, il publia une biographie de l'homme d'affaires et homme d'État ghanéen Paa Grant . En 1997, il reçut l'Ordre de l'Étoile du Ghana, la plus haute distinction nationale de la République du Ghana, pour sa contribution à la lutte pour l'indépendance du Ghana. Ako Adjei décéda suites d'une courte maladie en 2002 .

## Jeunesse et éducation

### Côte d'Or(Gold Coast)
Ako Adjei est né le 17 juin 1916 à Adjeikrom, dans le pays d'Akyem Abuakwa . Adjeikrom est une petite communauté agricole située dans la région orientale du Ghana (alors la Côte-de-l'Or ). Son père était Samuel Adjei, agriculteur et commerçant, dont le lieu de naissance porterait probablement le nom, et sa mère était Johanna Okaile Adjei. Ses deux parents étaient originaires de Labadi (en), une colonie près de la côte d'Accra. Il avait de nombreux frères et sœurs, mais était le plus jeune des enfants de son père ,.
Il a commencé sa scolarité dans la région Est, à l'école primaire de Busoso Railway, où il parcourait 22 kilomètres à pied pour se rendre à l'école et en revenir. Il a ensuite été emmené à Accra, où il a poursuivi ses études à l'école presbytérienne de Labadi (en), dès la classe de CE2. Il ne parlait pas le ga, sa langue maternelle, mais savait lire et écrire le twi et parler le dangme. Il a poursuivi ses études à l'école presbytérienne Labadi. Il resta au lycée jusqu'en 1933, année où il entra en sixième. En mars 1933, il obtint une bourse pour étudier à la Christ Church Grammar School, un établissement d'enseignement secondaire privé sur le point de fermer ses portes. Il retourna au lycée presbytérien de Los Angeles après un mois à la Christ Church Grammar School, car il n'aimait pas l'établissement .
Son père se laissa alors convaincre de l'envoyer à l'Académie d'Accra (en), alors un établissement secondaire privé qui tentait de trouver sa place grâce à l'aide de jeunes hommes entreprenants. En avril 1933, il entra à l'Académie d'Accra et il s'y plaisait. Il parcourut à pied six kilomètres de Los Angeles à Jamestown/Usshertown, Accra (en) (où se trouvait alors l'école), faute de pouvoir payer le ticket de bus, qui coûtait environ deux pence. En 1934, il passa l'examen Junior Cambridge et le réussit. Pendant ses études à l'Académie d'Accra, il eut du mal à payer les livres, mais un membre du personnel, M. Halm Addo (l'un des quatre fondateurs de l'école) l'aidait financièrement pour les livres. En décembre 1936, il fut l'un des candidats présentés par l'Académie d'Accra pour l'examen de fin d'études secondaires de Cambridge. Parmi les candidats reçus, seuls deux obtinrent une exemption du London Matriculation Examination Board. L'un d'eux était Ako Adjei .
Il enseigna quelque temps à l'Académie d'Accra en 1937 , avant de rejoindre la fonction publique junior en juin 1937. De juin 1937 à décembre 1938, il fut commis de deuxième division dans la fonction publique de la Gold Coast. Il fut chargé d'assister Harold Cooper, secrétaire adjoint aux colonies européennes, et J. E. S. de Graft-Hayford dans l'organisation et la création du Gold Coast Broadcasting Service. Ce furent les débuts de ce qui est aujourd'hui le Ghana Broadcasting Corporation .
Alors qu'il étudiait à l'Académie d'Accra, Ako Adjei s'intéressa au journalisme. Il écrivit pour Post du matin africain (en), journal appartenant à Nnamdi Azikiwe, futur premier président du Nigéria. Azikiwe s'intéressa également à lui et lui fit inscrire ses études à l'Université Lincoln, en Pennsylvanie, aux États-Unis. En novembre 1938, il démissionna de la fonction publique et partit pour l'Angleterre en décembre de la même année  .

### États-Unis
En janvier 1939, il arriva à l'Université Lincoln, en Pennsylvanie, où il fut accueilli par KAB Jones-Quartey, un étudiant de la Gold Coast qu'Ako Adjei connaissait grâce à son travail au Accra Morning Post . Jones-Quartey était accompagné pour l'accueillir d'un autre étudiant de la Gold Coast, présenté sous le nom de Francis Nwia Kofi Nkrumah ( Kwame Nkrumah ). À l'Université Lincoln, il fut logé au Houston Hall et joua au football américain pour l'université. Il s'inscrivit à des cours de sciences politiques, d'économie, de sociologie, d'anglais, de latin et de philosophie .
Ako Adjei partageait la même chambre à Houston Hall que Jones-Quartey, et leur chambre faisait face à celle de Nkrumah, plus grande car Nkrumah était étudiant en troisième cycle. Ako Adjei a noué une relation étroite avec Nkrumah malgré leur différence d'âge apparente. Avec un groupe d'étudiants, ils avaient souvent de longues discussions animées (connues sous le nom de « bull sessions ») sur l'émancipation des pays africains de la domination coloniale. Parmi les étudiants africains qui participaient régulièrement à ces discussions figuraient Jones-Quartey, K. O. Mbadiwe (en), Nwafor Orizu et Okechukwu Ikejiani (en) .
Après un an et demi à Lincoln, il obtint une bourse du Fonds Phelps Stokes (en) pour intégrer le Hampton Institute en Virginie, où il fut transféré pour terminer ses études universitaires. Il obtint une autre bourse pour la Graduate School of Journalism de l'Université Columbia et obtint une maîtrise en juin 1943. Il fut nommé maître de conférences au département d'études africaines de l'Université Fisk grâce à l'aide du Dr Edwin W. Smith (en), un missionnaire. Venu d'Angleterre pour fonder le nouveau département, le Dr Smith avait invité Ako Adjei à l'assister lors de sa fondation  .

### Royaume-Uni
Ako Adjei s'installa au Royaume-Uni pour réaliser son rêve d'enfance : devenir avocat. Son poste d'enseignant à l'Université Fisk lui avait permis de s'inscrire à l'Inner Temple début mai 1944. Bien qu'il ait économisé suffisamment pour commencer la formation, il lui fallait davantage d'argent pour la terminer. Son père loua une petite maison familiale située à Post Office Lane, à Accra, à un commerçant libanais (Peuple libanais (en))pour 10 livres sterling par an pendant cinquante ans, et percevait trente ans de loyer à l'avance. Son père mourut avant la fin des négociations, si bien que lui et ses frères durent signer les papiers avant que le commerçant libanais ne verse la somme de 300 livres sterling  .
En Grande-Bretagne, Ako Adjei s'intéressa activement à la politique coloniale. Après la fin de la Seconde Guerre mondiale, plusieurs colonies britanniques d'Asie obtinrent leur indépendance, ce qui éveilla l'inquiétude des étudiants coloniaux d'Afrique de l'Ouest quant à la situation dans leur pays et les poussa à exiger l'abolition du colonialisme en Afrique de l'Ouest .
Français Ako Adjei a joué un rôle important dans l'Union des étudiants d'Afrique de l'ouest (en)(WASU) et en est devenu le président ,. Nkrumah est arrivé en Grande-Bretagne en 1945, quelques semaines après son arrivée à Londres, Ako Adjei l'a rencontré lors d'une de ses tournées en tant que président de la WASU. Nkrumah était alors confronté à des problèmes de logement et il l'a donc hébergé au n° 25 Lauvier Road, jusqu'à ce qu'il lui trouve un logement (Nkrumah) au n° 60 Burghley Road, près de la station de métro Tufnel Park. Nkrumah y a résidé jusqu'à son départ de Londres en 1947. Ako Adjei a ensuite présenté Nkrumah à la WASU(Union des étudiants d'Afrique de l'ouest (en)) et à Kojo Botsio (en) qui est devenu plus tard le bras droit de Nkrumah. Se souvenant de ses années à la WASU, Ako Adjei a raconté : « Quand Nkrumah est arrivé à Londres, j'étais alors président de la WASU. J'ai emmené Nkrumah au secrétariat de la WASU où je l'ai présenté à Kankam Boadu et Joe Appiah, qui étaient d'autres membres du comité exécutif de la WASU, et à Kojo Botsio que nous avions alors engagé comme directeur du foyer des étudiants, au n° 1 South Villas, Camden Town, Londres NWI. Je dois dire que l'arrivée de Nkrumah et sa participation active aux travaux de la WASU revigoré l'Union. C'est dans ce contexte que nous avons organisé le cinquième Congrès panafricain qui s'est tenu à Manchester en 1945 avec George Padmore et Nkrumah comme secrétaires adjoints et moi-même comme l'un des organisateurs actifs . Cette conférence a été considérée comme un tournant dans la lutte pour l'indépendance et a été suivie par des personnalités telles que WEB Du Bois, Hastings Banda et Jomo Kenyatta .
Ako Adjei s'est inscrit à la London School of Economics and Political Science pour un master tout en poursuivant ses études de droit à l'Inner Temple. Son sujet de thèse, « La dynamique du changement social », a été retenu. Cependant, le cours, conjugué à ses activités politiques, a limité ses recherches par manque de temps  .
Ako Adjei a réussi tous ses examens du barreau aux Avocats en Angleterre et au Pays de Galles (en)et a été admis au barreau de l'Inner Temple en janvier 1947 ,.

## Retour sur la Gold Coast
Ako Adjei retourna en Côte-de-l'Or en mai 1947 et s'inscrivit au barreau du Ghana en juin 1947. Son intention initiale était de créer une chaîne de journaux afin de poursuivre son combat pour l'autonomie, une initiative qu'il avait prise à Londres. Cependant, sa situation financière l'empêchant de lancer ces journaux, il rejoignit Kofi Adumua Bossman (en) de la chambres juridique pour exercer en tant que praticien juridique privé  ,.

### Convention de la Gold Coast unie
Après un séjour de quelques jours à Accra, il rendit visite à JB Danquah, qui discutait alors avec d'autres de la possibilité de former un mouvement politique national. Ako Adjei se joignit aux discussions  Comme la plupart des étudiants de la Gold Coast en Grande-Bretagne à l'époque, Ako Adjei en avait assez des reportages des journaux britanniques qui donnaient l'impression que la Gold Coast était la colonie la plus loyale. Danquah l'assura que beaucoup d'efforts étaient déployés pour établir un front politique national  .
Quatre jours après son retour, JB Danquah l'emmena à une réunion du comité de planification de la Convention de la Gold Coast unie (en) (UGCC) . Il devint alors membre du comité et, le 4 août 1947, lors de l'inauguration de la convention à Saltpond (en), il en devint l'un des membres dirigeants. Le 22 août 1947, la section d'Accra de la convention fut inaugurée et il fut élu secrétaire, Edward Akufo-Addo étant président et Emmanuel Obetsebi-Lamptey, ainsi que J. Quist-Therson, vice-présidents. Face à l'augmentation du nombre de membres de la convention, les membres dirigeants décidèrent qu'il était préférable de transformer le mouvement en parti politique. Il devint donc nécessaire de recruter un secrétaire à temps plein. JB Danquah proposa Ako Adjei, mais celui-ci déclina l'offre, préférant diriger son journal, l'African National Times, tout en exerçant le droit. Il proposa ensuite Kwame Nkrumah, alors à la tête du Secrétariat national ouest-africain (WANS). au 94 Grays' Inn, Londres .

Selon Ako Adjei, il a recommandé Kwame Nkrumah car il connaissait ses capacités d'organisation et savait qu'il serait intéressé par le poste. En effet, avant son départ de Londres pour Accra, Nkrumah lui avait dit :
"Ako, tu vas devant moi. Quand tu arriveras à la Gold Coast et il y a un travail que vous pensez que je peux faire, faites-le-moi savoir tout de suite afin que je vienne travailler pendant un certain temps, économise un peu d'argent et retourne ensuite à Londres pour terminer mes études de droit à Gray's Inn.
C'était une promesse qu'il avait faite lorsqu'il avait entendu parler et Il n'hésita pas à le recommander au poste de secrétaire général. La convention accepta sa suggestion et il écrivit à Nkrumah à ce sujet, puis lui envoya 100 £, fournies par George Alfred Grant(Paa Grant), le fondateur, président et financier de l'UGCC pour son voyage en Côte-de-l'Or. À l'arrivée de Nkrumah, Ako Adjei le présenta aux dirigeants du parti : « Il est arrivé en décembre 1947 et je l'ai présenté à GA Grant, JB Danquah, RS Blay et d'autres membres du UGCC"  .

### Les six grands
Lorsque Nkrumah a pris ses fonctions de secrétaire général de l'UGCC, il a commencé à lancer des initiatives visant à étendre la colonie de la convention à l'échelle de la région et à augmenter le nombre de ses membres . Les membres dirigeants de l'UGCC s'étaient également particulièrement intéressés au sort des anciens combattants qui n'avaient pas reçu leurs émoluments après la Seconde Guerre mondiale . Ils ont été invités par les anciens combattants de la Seconde Guerre mondiale à leurs réunions d'anciens combattants et ont été à plusieurs reprises invités à prendre la parole .
En raison de la bonne volonté et des relations établies entre les deux parties, les avocats parmi les politiciens de l'UGCC ont aidé les anciens militaires à rédiger leur pétition au gouverneur . La présentation de la pétition le 24 février 1948, a conduit à une fusillade à un carrefour qui, à l'époque, avait coïncidé avec la campagne de boycott menée par Nii Kwabena Bonnie III (en) (Osu Alata Mantse) qui a abouti aux émeutes d'Accra de 1948 .
Français Ako Adjei et d'autres membres dirigeants de l'UGCC, à savoir JB Danquah, Emmanuel Obetsebi-Lamptey, Edward Akufo-Addo, William Ofori Atta et Kwame Nkrumah, qui furent plus tard connus sous le nom des Les six grands (Ghana) (en), furent par la suite arrêtés et accusés par le gouvernement britannique de l'époque d'être responsables des troubles dans la colonie. Ako Adjei fut détenu à Navrongo (en) . La libération des Big Six marqua une séparation entre Nkrumah et les autres membres de l'UGCC, et Nkrumah finit par s'en séparer en 1949 pour fonder le Convention People's Party (CPP). Ako Adjei resta cependant au sein de l'UGCC et se mit par la suite à critiquer Nkrumah dans ses journaux, l' African National Times et le Star of Ghana .

### Élections de 1951 et le Parti du Congrès du Ghana
Lors des Élections générales de 1951 sur la Gold Coast (en) en Côte-de-l'Or, Ako Adjei se présenta sur la liste de l'UGCC pour représenter la circonscription électorale municipale centrale d'Accra à l'Assemblée législative de la Côte-de-l'Or. Il obtint 1 451 voix, contre 20 780 pour Nkrumah (CPP), 19 812 pour T. Hutton Mills (CPP) et 1 630 pour Emmanuel Obetsebi Lamptey (UGCC). Suite aux mauvais résultats de l'UGCC aux élections, il se joignit à d'autres pour réclamer une fusion des partis d'opposition. Il devint secrétaire du Parti du Congrès du Ghana (en) (GCP) lors de sa création en mai 1952. Après avoir passé quelque temps au sein du GCP, Ako Adjei refusa d'assister aux réunions, constamment critiqué pour avoir présenté Nkrumah afin de démanteler l'UGCC  ,.

### Convention du Parti populaire
En mars 1953, Ako Adjei céda à la pression de ses amis, tels qu'EC Quaye, Henry Sonnie Torgbor Provencal (en) et Paul Tagoe (en), et accepta de rejoindre le Parti populaire de la Convention. Début mars 1953, il fut présenté lors d'un grand rassemblement à l'Arena, à Accra, où il prononça son premier discours en tant que membre du Parti populaire de la Convention  .
Lors des Élections générales de 1954 sur la Gold Coast (en) en Côte-de-l'Or, il se présenta sur la liste du CPP pour représenter Accra Est à l'Assemblée législative de la Côte-de-l'Or. Il obtint 11 660 voix contre 768 pour Nai Tete, 471 pour Kwamla Armah-Kwarteng et 317 pour Nii Kwabena Bonnie III (en) . Il entra au Parlement le 15 juin 1954.
Suite à son bilan électoral lors des élections de 1954, Ako Adjei fut nommé membre du cabinet de la Gold Coast le 28 juillet 1954 par Nkrumah, alors Premier ministre et chef des affaires gouvernementales. Il fut nommé ministre au Ministère du Commerce et de l'Industrie (Ghana) (en). L'une des raisons de sa nomination était son appartenance à une classe sous-représentée au sein du CPP. Étant un intellectuel et un professionnel de la classe moyenne, cette décision fut perçue comme une stratégie visant à attirer les foules. personnes de son statut au PCP. En tant que ministre du Commerce et du Travail, il était responsable de nombreux aspects de la politique du pays. Au cours de sa vie, il a supervisé l'Agricultural Produce Marketing Board, l'Agricultural Marketing Board, l'Industrial Development Corporation, du Ministère du Commerce et de l'Industrie (Ghana) (en) et les coopératives  .
Le 29 février 1956, il fut nommé Ministre de l'Intérieur (Ghana) (en), poste initialement occupé par Archie Casely-Hayford. La même année, il fut réélu aux Élections générales de 1956 sur la Gold Coast (en) pour représenter le district d'Accra Est à l'Assemblée législative de la Gold Coast .

## Après l'indépendance du Ghana

### Ministre de l'Intérieur et de la Justice

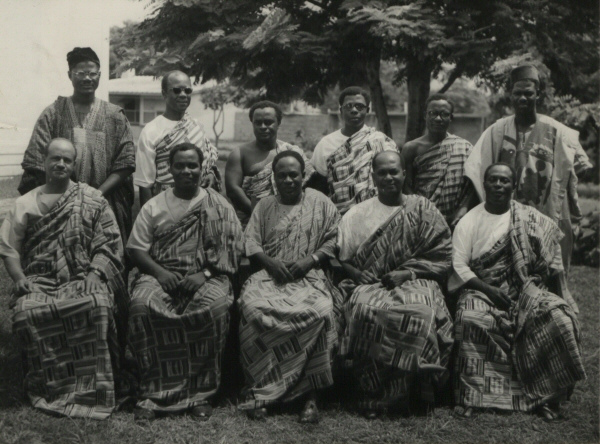
Le premier cabinet du Ghana en 1957
Debout (de gauche à droite) : JH Allassani,,, Ako Adjei,,
Assis (de gauche à droite) : A. Casely-Hayford,, Kwame Nkrumah, Komla Agbeli Gbedemah,

Après l'Indépendance du Ghana, le 6 mars 1957, d'importantes nominations furent effectuées au niveau du cabinet par le Premier ministre de l'époque, le Dr Kwame Nkrumah. Ako Adjei fut cependant maintenu au poste de Ministre de l'Intérieur (Ghana) (en) , un portefeuille qui fut séparé environ six mois plus tard. En août 1957, le ministère de l'Intérieur et de la Justice fut séparé en ministère de l'Intérieur et ministère de la Justice. Le ministère de l'Intérieur était dirigé par Krobo Edusei (en), tandis qu'Ako Adjei était nommé ministre de la Justice . La rumeur courait alors que cette décision avait été prise par Nkrumah, alors Premier ministre, car Ako Adjei, bien que Ga lui-même, était considéré comme « trop courtois » pour gérer les problèmes créés par le Ga-Adangbe Shifimo Kpee (une organisation tribale), inaugurée récemment à Accra .
D'autres sont restés positifs quant à sa nouvelle nomination, estimant qu'il était mieux placé pour traiter les questions touchant le système judiciaire ghanéen en tant qu'avocat qualifié. En tant que ministre de la Justice, il était responsable des fonctions de la Commission de règlement des frontières foncières, des questions financières et ministérielles relatives à la Cour suprême, aux tribunaux locaux et au droit coutumier, ainsi qu'aux procédures étrangères .

### Ministre du Travail et des Coopératives
Un an plus tard, Ako Adjei fut muté au Ministère de l'Emploi et des Relations de travail (Ghana) (en) . En tant que ministre du Travail et des Coopératives, il aida le mouvement syndical ghanéen à créer de nouvelles structures qui perdurent encore aujourd'hui. À ce titre, il dirigea souvent les délégations ghanéennes aux Nations Unies .

### Ministre résident en Guinée et ministre des Affaires étrangères
En février 1959, Ako Adjei remplace Nathaniel Azarco Welbeck (en) au poste de ministre résident de Guinée. Alors qu'il est le principal représentant du Ghana en Guinée, il est nommé ministre des Affaires étrangères en avril de la même année . Il occupe les deux postes de ministre résident du Ghana en Guinée et de ministre des Affaires étrangères du Ghana jusqu'en septembre 1959, date à laquelle il est relevé de ses fonctions en Guinée . Il est remplacé par JH Allassani au poste de ministre résident de Guinée .
Le 8 avril 1961, Ako Adjei se trouvait à New York lorsque Nkrumah, alors président du Ghana, annonça à l'aube qu'il retirait les Affaires africaines de la compétence du ministère des Affaires étrangères, nommant ainsi Imoru Egala (en) ministre d'État aux Affaires africaines, poste qu'Egala occupa brièvement sans successeur . Ako Adjei retourna au Ghana sans autorisation pour plaider en faveur d'une politique étrangère plus coordonnée. Il estimait que l'objectif de l'unité africaine serait irréaliste si les relations africaines étaient détachées de son ministère . Ses efforts pour revenir sur la décision du président se révélèrent cependant vains  .
En mai 1961, le portefeuille du ministre des Affaires étrangères fut transféré à celui de ministre des Affaires étrangères . Ako Adjei devint ainsi le premier ministre des Affaires étrangères du Ghana sous la première république . En tant que premier ministre des Affaires étrangères du Ghana, il joua un rôle de premier plan dans la formulation de la politique étrangère du pays et dans le niveau de ses engagements internationaux. Selon le cheikh IC Quaye(Ibrahim Cudjoe Quaye (en)), il « contribua à jeter les bases de nos relations internationales au plus fort de la guerre froide, lorsque le pays devait marcher sur la corde raide diplomatique sans broncher » . Kwesi Armah (en), revenant sur le mandat d'Ako Adjei, déclara qu'il « présentait une très image sobre du Ghana et a présenté avec force la position du Ghana à l'ONU et à d'autres conférences internationales» .
En tant que ministre des Affaires étrangères, il a annoncé un boycott complet des marchandises, des navires et des compagnies aériennes sud-africains dans le pays. Il a également soutenu que les Sud-Africains ne seraient autorisés à entrer dans le pays que s'ils déclaraient leur opposition à l'apartheid . Au cours de son mandat au ministère, Ako Adjei a appelé à « une Union des États africains, pour fournir les cadre dans lequel tout projet de coopération économique, sociale et culturelle peut en fait fonctionner au mieux des intérêts de tous .
Lors d'une réunion des ministres africains des Affaires étrangères à Addis-Abeba en juin 1960, il proposa le concept d'une « union politique complète » pour l'Afrique et poussa à la création d'une Union douanière africaine, d'une zone de libre-échange africaine et d'un Fonds de développement africain ; des politiques allant dans le sens de ces propositions furent adoptées par l'Organisation de l'unité africaine (OUA), née alors qu'il était en prison en 1963, et par l'Union africaine (UA), qui succéda à l'OUA en 2001 .
Ako Adjei est resté à la tête du ministère des Affaires étrangères jusqu'en août 1962, date à laquelle il a été accusé de trahison en relation avec l'attentat à la bombe de Kulungugu (en), une tentative d'assassinat ratée contre le président de l'époque, le Dr Kwame Nkrumah, le 1er août 1962. Nkrumah l'a remplacé en assumant le portefeuille du ministre des Affaires étrangères en 1962  .

## Procès pour trahison et détention

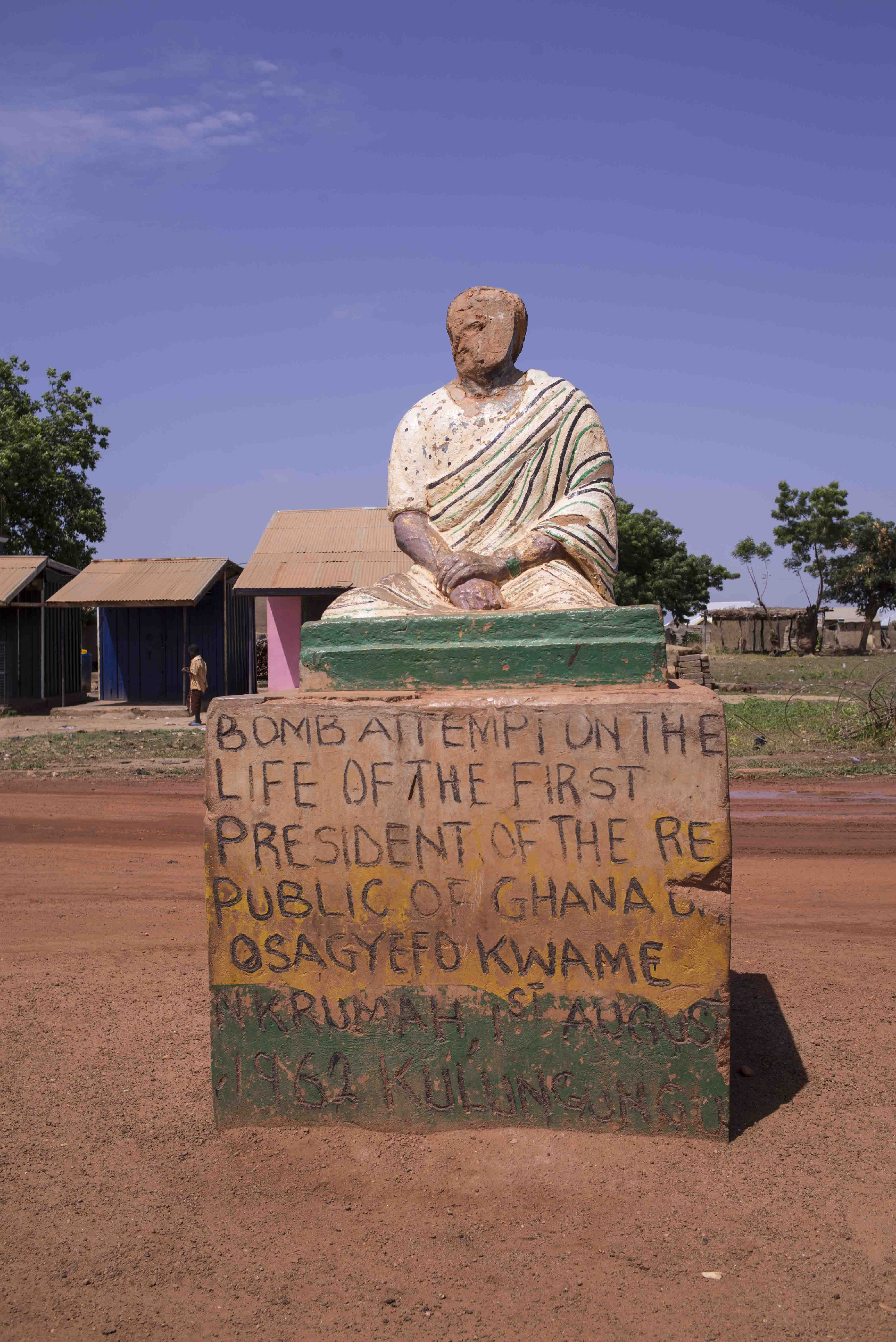
L'endroit à où la bombe a été lancée pour tenter d'assassiner le président de l'époque, le Dr Kwame Nkrumah

Kwame Nkrumah se rendit à Tenkodogo le 31 juillet 1962 pour rencontrer Maurice Yameogo, président de la Haute-Volta (aujourd'hui Burkina Faso). Cette rencontre visait à discuter de nouveaux projets visant à supprimer les barrières douanières entre le Ghana et la Haute-Volta. Cette mesure fut perçue comme un petit pas vers l'unité panafricaine. Le 1er août 1962, une averse exceptionnellement forte compliqua le voyage de retour de Tenkodogo, perturbant l'ordre habituel du convoi sur la mauvaise route reliant les deux pays. Une bombe aurait été lancée sur le président à Kulungugu (en), une ville de la Haute- Ghana, alors qu'il était contraint de s'arrêter pour recevoir un bouquet offert par un jeune garçon  .
Ako Adjei, alors Ministre des affaires étrangères (Ghana) (en), ainsi que Tawia Adamafio (en), alors ministre de l'Information, H. H. Cofie-Crabbe (en), alors secrétaire exécutif du CPP, Joseph Yaw Manu (en), fonctionnaire et membre présumé du Parti Uni (Ghana) (en) (UP) et Robert Benjamin Otchere, ancien député de l'UP, ont été accusés d'avoir comploté pour assassiner le président  .
Ako Adjei, Tawiah Adamafio et Cofie Crabbe ont été jugés et acquittés par la Cour suprême au motif que les preuves présentées contre eux étaient plutôt circonstancielles et frauduleuses, et centrées davantage sur les dissensions au sein du Convention People's Party (CPP) comme base de leur accusation  Un membre du Parlement du Ghana a décrit leur culpabilité comme suit :
Un nouveau procès aurait été rendu nécessaire par le témoignage d'un Prêtre fétichiste (en) qui accusait également les trois hommes d'avoir comploté pour tuer le président  .
Les trois juges qui avaient acquitté les trois hommes – le juge Sir Kobina Arku Korsah, le juge Edward Akufo-Addo (un Les six grands (Ghana) (en) ) et le juge Kofi Adumua Bossman (en) – furent par la suite contraints de démissionner. Deux autres juges, William Bedford Van Lare et Robert Samuel Blay (membre fondateur de la Convention de la Gold Coast unie (en)) furent révoqués pour avoir protesté contre la révocation des trois juges. Nkrumah constitua alors un jury de 12 hommes, présidé par le juge Julius Sarkodee-Addo (en), qui déclara les acquittés coupables, en se basant principalement sur le témoignage du prêtre féticheur. Ako Adjei et les deux autres furent par la suite condamnés à mort. Cependant, la peine fut commuée par le président en réclusion à perpétuité, puis en 20 ans de prison, lors d'un discours au Parlement le 26 mars 1965 ,,.

Ako Adjei, réfléchissant à l'événement du 1er août 1962, a déclaré :
J'étais innocent et je sais que mes deux amis, Tawia Adamafio et Cofie Crabbe, l'étaient également. En fait, j'ai accompagné Nkrumah, en ma qualité de ministre des Affaires étrangères, à un mini-sommet entre le président Nkrumah et le président Yameogo à Tenkudugu, à la frontière nord entre le Togo, le Ghana et la Haute-Volta. le 31 juillet 1962. À notre retour Lors de mon voyage, j'étais avec le groupe du Président qui a fait une halte imprévue dans une petite école de Kulungugu. Quelques minutes après que le Président soit descendu et ait reçu un bouquet de fleurs d'un jeune écolier, une grenade a été lancée sur lui. L'innocent a été touché de plein fouet et tué sur le coup. Heureusement, la grenade a manqué le Président, même si des plombs ont atteint son dos. Nous avons conduit l'Osagyefo à Bawku, où il a ensuite été envoyé à Tamale. De retour à Accra, tout a repris son cours. en douceur. Et à la fin du mois de juillet 1962, j'ai reçu une note du Dr. Okechukwu Ikejiani (en), ancien collègue de l'Université Lincoln et ami commun de Nkrumah et moi-même. Venu de Londres, il avait envoyé un télégramme à bord de son navire, adressé au président et à moi-même. Lorsque j'ai montré mon télégramme à Nkrumah, il m'a demandé d'aller le chercher, de l'envoyer chez moi et de le recevoir en son nom. Je devais l'emmener le lendemain à Flagstaff House(Maison du Jubilé (en)) pour une autre réception avant son départ pour Lagos dans l'après-midi. Nous le recevions ce mercredi 29 août 1962 lorsque j'ai été arrêté et emmené. Pendant les quatre jours qui ont suivi, années, seul Dieu savait ce qui m'était arrivé .
Ako Adjei et ses trois collègues faisaient partie des nombreux prisonniers politiques libérés par le Conseil de libération nationale (en) après le renversement du président Nkrumah et du premier gouvernement républicain(gouvernement Nkrumah (en)) le 24 février 1966. Il a été libéré de sa détention à la prison de sécurité moyenne de Nsawam (en) le 6 septembre 1966 grâce à une amnistie du Conseil national de libération ,.

## Vie ultérieure
À la veille de sa libération de la prison de Nsawam (en) en 1966, Ako Adjei renonça complètement à la politique après cette expérience, ce qu'il considérait comme une fausse accusation et la peine de prison qui lui avait été infligée. Après sa libération, il se consacra à sa famille et à sa vie juridique  .
Il accordait beaucoup d'attention à sa femme et à ses enfants. Selon lui, leur femme et leurs enfants l'ont beaucoup soutenu durant son procès, son nouveau procès et son incarcération  .
Il a réorganisé sa vie professionnelle, a réussi à réorganiser son cabinet, Teianshi Chambers, et a repris sa pratique privée en tant qu'avocat .
Après le deuxième coup d'État militaire au Ghana, Ako-Adjei fut nommé membre de la commission du Conseil militaire suprême en 1978 chargée de rédiger la constitution de la Troisième République du Ghana. Selon le La Chronique ghanéenne (en), la dernière fois qu'Ako Adjei fut vu lors d'un rassemblement de personnalités importantes, c'était lors du rassemblement de personnes âgées organisé par l'ancien président Rawlings vers la fin de son mandat. En raison de son état de santé à l'époque, ses proches refusèrent aux journalistes de l'interviewer .

## Décès et enterrement national
Ako Adjei fut le dernier membre du célèbre Les six grands (Ghana) (en) à mourir. Après une courte maladie, il s'éteignit le 14 janvier 2002 à l'hôpital universitaire de Korle-Bu, à l'âge de 85 ans. Il laissa derrière lui son épouse et ses quatre enfants  .
Sa mort a suscité les hommages d'hommes d'État, dont le président du Ghana de l'époque, John Agyekum Kufour, qui a déclaré qu'il bénéficierait de funérailles nationales ,. Il a déclaré : « La nation doit au Dr Ako-Adjei sa gratitude, en tant que héros, qui a servi le pays dans sa jeunesse, pour l'instauration d'un régime démocratique. En tant que l'un des six grands de l'histoire politique du Ghana, la mort du Dr Ako-Adjei marque la fin du premier cycle de l'histoire, compte tenu du climat politique difficile qui régnait alors dans le pays. Mais le souvenir de cette époque ne peut être effacé. » Il a également ajouté : « Ils ont lancé un système de partis politiques dont le gouvernement est bénéficiaire. Les Ghanéens, qui bénéficient de ce grand héritage et de cette réussite, se doivent de se rallier à la famille endeuillée pour offrir au Dr Ako-Adjei des funérailles nationales dignes»  .
Le Procureur général du Ghana (en) et ministre de la Justice de l'époque, et actuel président du Ghana, Nana Akufo-Addo, a rendu hommage à son père, en déclarant : « La mort du Dr Ako-Adjei a marqué la fin de l'ère des pères fondateurs de la nation et les Ghanéens sont désormais livrés à eux-mêmes pour survivre. » Il a ajouté : « La vision qui les a motivés à garantir un régime démocratique et libre prévaut désormais dans le pays. Ils ont accompli un travail considérable pour notre pays et il est l'un de nos héros » .
Jake Obetsebi-Lamptey (en), alors Ministre de l'Information (Ghana) (en), a également déclaré : « Le décès du Dr Ako-Adjei n'a pas effacé l'histoire des Six Grands, car leur expérience est à la disposition des générations futures. Nombre d'autres Ghanéens, membres des Six Grands, ont défendu la cause de la démocratie. Si vous faites de votre mieux pour votre pays, on se souviendra de vous »  .

### Enterrement d'État
Le jour de ses funérailles, tous les drapeaux furent mis en berne en son honneur . Les funérailles nationales eurent lieu sur le parvis du palais présidentiel. Étaient présents à la cérémonie des personnalités politiques, des parlementaires, des ministres d'État, des membres du Conseil d'État, des diplomates, des chefs, des proches, des amis et des sympathisants  .
Une couronne a été déposée par le président de l'époque, Kufour, au nom du gouvernement et du peuple du Ghana, M. Hackman Owusu-Agyeman (en), le Ministre des affaires étrangères (Ghana) (en) de l'époque en a déposé une autre au nom du Ministre des affaires étrangères (Ghana) (en), M. Paul Adu-Gyamfi, qui était alors président de l'Association du barreau du Ghana, a déposé la troisième couronne au nom de l'association tandis qu'un membre de la famille a déposé la quatrième couronne au nom de la famille endeuillée .
Joseph Henry Mensah, alors ministre principal, a lu l'hommage du gouvernement en déclarant :
Le Dr Ako Adjei figurait parmi ceux qui ont exprimé le rêve d'unité africaine et suscité l'agitation politique dans le pays. Après la scission du Parti de la Convention du Peuple (CPP) et de la Convention unie de la Côte-de-l'Or (UGCC), le Dr Ako-Adjei est devenu le pont entre les deux formations politiques. Le Ghana a perdu un trésor, faute de pouvoir bénéficier de son expérience et de sa sagesse incontestable. En tirant les leçons de sa vie, nous sommes résolus à ne plus jamais voir une personne de sa stature subir son sort .
Après l'enterrement d'État, un enterrement privé a eu lieu au mausolée de la Sainte Église de Dieu, Okoman, Dome, à Accra .

## Vie personnelle
Ako Adjei était marié à Theodosia Ako Adjei ( née Kote-Amon) et ils eurent quatre filles. Il était chrétien et membre de l'Église presbytérienne du Ghana (en) . En tant que chrétien, il croyait et mettait en avant la philosophie de vie selon laquelle Dieu contrôle tout. affaires et avait un but pour tous les habitants de la Terre. « Ce que chaque individu doit donc faire, c'est permettre à Dieu de l'utiliser comme un instrument pour le servir »  .

## Honneurs
- En 1946, il est nommé membre de la Institut royal des affaires internationales [36];
- En 1952, il est nommé membre de l'Académie américaine des sciences politiques et sociales (en) [36];
- En 1962, il a reçu un doctorat honorifique en droit de son alma mater, l'Université Lincoln, en Pennsylvanie, aux États-Unis [37];
- Le 7 mars 1997, dans le cadre des célébrations du 40e Anniversaire de l'indépendance (en) du Ghana, Ako Adjei a été décoré Officier de l'Ordre de l'Étoile du Ghana - la plus haute distinction nationale de la République du Ghana par le président de l'époque, Jerry John Rawlings, pour sa « contribution à la lutte pour l'indépendance du Ghana » [5];
- En 1999, il a reçu le Millennium Excellence Award pour les hommes d'État exceptionnels  [27].

## Héritage
L' Échangeur Ako Adjei (en) à Accra, qui était autrefois l'échangeur Sankara, a été rebaptisé en son honneur ,. Il existe également un parc Ako-Adjei à Osu, Accra (en).

## Citations
« Le Ghana est notre pays. Nous n'avons nulle part où aller. C'est là que Dieu nous a placés, et plus tôt nous le réaliserons, mieux ce sera pour nous tous»  .